# Volksmarschall
De Volksmarschall was een geplande rang voor officieren van de Waffen-SS. 
Adolf Hitler kwam in 1944 met het idee om deze rang voor de Waffen-SS in te voeren. De Waffen-SS was geen onderdeel van de Wehrmacht, hetgeen betekende dat officieren nooit de rang van Generalfeldmarschall konden bereiken. Hitler vond dat er bij de Waffen-SS een rang van gelijke hoogte moest komen. Sepp Dietrich zou door zijn succes bij het Ardennenoffensief worden bevorderd tot Volksmarschall, maar door het mislukken van het offensief ging deze bevordering niet door.
Er werd voor de rang zelfs een speciale maarschalkstaf ontworpen. Doordat er echter niemand ooit de rang van Volksmarschall kreeg, verdween dit ontwerp in de archieven van de Sovjet-Unie.